# The Lost Children (album Disturbed)
The Lost Children – album kompilacyjny zespołu Disturbed, wydany 8 listopada 2011 roku. Album składa się z piosenek z lat 1999 – 2010. Oprócz tego, na płycie znajduje się też singiel Hell. O wydaniu albumu poinformował w czerwcu 2011 wokalista Disturbed, David Draiman.

## Lista utworów
1. Hell – 4:15
2. A Welcome Burden – 3:31
3. This Moment – 3:05
4. Old Friend – 3:34
5. Monster – 4:04
6. Run – 3:13
7. Leave It Alone – 4:07
8. Two Worlds – 3:33
9. God of the Mind – 3:05
10. Sickened – 4:00
11. Mine – 5:05
12. Parasite – 3:25
13. Dehumanized – 3:32
14. 3 – 4:02
15. Midlife Crisis – 4:04
16. Living After Midnight – 4:25

## Wykonawcy
- David Draiman – wokal
- Dan Donegan – gitara
- John Moyer – gitara basowa
- Mike Wengren – perkusja
- Steve Kmak – gitara basowa (w piosenkach ”A Welcome Burden”, ”God of the Mind”, ”Dehumanized”)

## Pozycje w listach
| Lista                   | Miejsce |
| ----------------------- | ------- |
| Australian Albums Chart | 12      |
| Austrian Albums Chart   | 35      |
| Danish Albums Chart     | 22      |
| New Zeland Album Chart  | 10      |
| Swedish Album Chart     | 59      |